# Szindh tartomány (1936–1955)
Szindh Brit India egyik tartománya volt 1936-tól 1947-ig, majd Pakisztáné 1947-től 1955-ig. A brit fennhatóság idején a tartomány területe magába foglalta a mai Szindh tartomány területét, kivéve Kairpur hercegi államot, és fővárosa Karacsi volt. Miután megalakult Pakisztán, a tartományról leválasztották Karacsi várost, amely az újonnan megalakult ország fővárosa lett.

## Földrajz
A tartományt nyugaton Karacsi (amely a Szövetségi Főváros Területe lett 1948 után), Lasz Bela és Kalat hercegi államok határolták. Tőle északra  Beludzsisztán tartomány és Nyugat-Pandzsáb helyezkedtek el. A tartomány határos volt Bahavalpur hercegi állammal északkeleten, valamint három oldalról határolta Kairpur hercegi államot. Az indiai Rádzsasztán és Gudzsarát államok népeivel volt határos keleten  illetve délen. Tőle délnyugatra az Arab-tenger mosta Szindh partvidékét, amibe a tartomány összes folyója tartott, beleértve az Indus-folyót is deltájával, egészen Karacsi város határáig, ami most a modern Szindh fővárosa.

## Történelem
Szindhet először valószínűleg i. e. 7000 körül lakták emberek, majd a térségben kialakult az Indus-völgyi civilizáció, és ebből a korból származik Mohendzsodáro is. A Makedón birodalom terjeszkedésének köszönhetően görög befolyás érte a területet, és kereskedett a környező területekkel. Számos szunnita és rádzsput királyság létezett a térségben kezdve a Rai-dinasztiával és a Argun-dinasztiával záródva. A Mogul birodalom Akbar uralma alatt, 1591-ben hódította meg Szindhet. Az európai kereskedelmi társaságok, konkrétan a Brit Kelet-indiai Társaság megjelenése után, hamarosan meggyengült a mogul hatalom, és Szindh a Bombeji elnökség része lett 1843-ban. Ebből alakult ki idővel Szindh tartomány.

### 1936–1947
A brit hódítás után 1843-ban Szindh a Bombeji elnökség része lett. 1934-ben egy bizottság alakult Szindh elválasztására a Bombeji elnökségtől. Az elszakadást a Muszlim Liga is támogatta. Az 1935-ös India kormányáról szóló törvény 289. pontja értelmében 1936. április 1-jei hatállyal a Szindh divíziót leválasztották a Bombeji elnökségről, és tartományi szintre emelték. Ezzel egy muszlim többségű tartomány keletkezett, ami hinduk elleni erőszakot okozott.

### 1947–1955
1947-ben, a függetlenség kikiáltása után a szindhi közgyűlés megszavazta a csatlakozást, és Szindh Pakisztán része lett. A brit csapatok 1947. augusztus 14–15-én távoztak a tartományból. 1955-ben a tartomány beolvadt Nyugat-Pakisztánba Csódri Mohamed Ali miniszterelnök döntése alapján.

## Demográfia
A függetlenség idejében, 1947-ben Szindh muszlim többségű volt évszázadok óta, de jelentős hindu kisebbség élt az egész tartományban, főleg a Gudzsaráttal határos térségben és a nagy városokban (Larkana, Sikarpur, Hiderábád, Szukkúr, Karacsi). 1947-ben két millió muszlim menekült áramlott be az országba Indiából, ami társadalmi feszültséget okozott és számos hindu kénytelen volt elmenekülni Indiába (vallási zavargások Hiderbád - 1947. 11. 22., Karacsi 1948. 1. 6., Navabsah 1947. 8. 27.).
Az indiai menekültek többnyire urdu anyanyelvűek voltak és bár a hivatalos nyelv Szindhben a szindi volt, a nagy városokban sok iskolában bevezették az urdu nyelvet.

## Kormányzat
Szindh kormányzójának hivatalát és a miniszterelnöki hivatalt 1936-ban vezették be, amikor Szindh tartománnyá vált. Ez a rendszer 1955-ig működött, amikor a Brit Szindh tartomány megszűnt.
| Hivatali idő                           | Szindh kormányzója                  |
| -------------------------------------- | ----------------------------------- |
| 1936. április 1.                       | Megalakult Szindh tartomány         |
| 1936. április 1. – 1938. augusztus 1.  | Sir Lancelot Graham (első ízben)    |
| 1938. augusztus 1. – 1938. december 1. | Joseph Garrett (helyettes)          |
| 1938. december 1. – 1941. április 1.   | Sir Lancelot Graham (második ízben) |
| 1941. április 1. – 1946. január 15.    | Sir Hugh Dow                        |
| 1946. január 15. – 1947. augusztus 14. | Sir Robert Francis Mudie            |
| 1947. augusztus 14.                    | Pakisztán független állam           |
| 1947. augusztus 14. – 1948. október 4. | Uram Gulám Husszein Haidajatullah   |
| 1948. október 4. – 1952. november 19.  | Sejk-Din Mohamed                    |
| 1952. november 19. – 1953. május 1.    | Mian Aminudín                       |
| 1953. május 1. – 1953. augusztus 12.   | George Baxandall Constantine        |
| 1953. augusztus 12. – 1954. június 23. | Habib Ibrahim Ramatullah            |
| 1954. június 23. – 1955. október 14.   | Iftikár Husszein kán                |
| 1955. október 14.                      | Szindh tartomány megszűnt           |

| Hivatali idő                            | Szindh miniszterelnöke            | Politikai párt            |
| --------------------------------------- | --------------------------------- | ------------------------- |
| 1937. április 24. – 1938. március 23.   | Sir Gulám Husszein Hidajatullah   | Muszlim Politikai Párt    |
| 1938. március 23. – 1940. március 18.   | Allah Bux Szúmro (1. alkalommal)  | Szindhi Egyesült Párt     |
| 1940. március 18. – 1941. március 7.    | Mir Bande Ali Talpur kán          | Muszlim Liga              |
| 1941. március 7. – 1942. október 14.    | Allah Bux Szúmro (2. alkalommal)  | Szindhi Egyesült Párt     |
| 1942. október 14. – 1947. augusztus 14. | Sir Gulám Husszein Hidajatullah   | Muszlim Politikai Párt    |
| 1947. augusztus 14.                     | Pakisztán függetlensége           | Pakisztán függetlensége   |
| 1947. augusztus 14. – 1948. április 28. | Mohamed Ajub Kuró (1. alkalommal) | Pakisztáni Muzulmán Liga  |
| 1948. május 3. – 1949. február 4.       | Pir Illahi Baks                   | Pakisztáni Muzulmán Liga  |
| 1949. február 18. – 1950. május 7.      | Juszuf Harún                      | Pártatlan                 |
| 1950. május 8. – 1951. március 24.      | Kázi Fazlullah Ubaidullah         | Pártatlan                 |
| 1951. március 25. – 1951. december 29.  | Mohamed Ajub Kuró (2. alkalommal) | Pakisztáni Muzulmán Liga  |
| 1951. december 29. – 1953. május 22.    | A kormányzó igazgatott            | A kormányzó igazgatott    |
| 1953. május 22. – 1954. november 8.     | Pirzada Abdusz Szatár             | Pakisztáni Muzulmán Liga  |
| 1954. november 9. – 1955. október 14.   | Mohamed Ajub Kuró (3. alkalommal) | Pakisztáni Muzulmán Liga  |
| 1955. október 14.                       | Szindh tartomány megszűnt         | Szindh tartomány megszűnt |

## Fordítás
Ez a szócikk részben vagy egészben  a   Sind Province (1936–55) című angol Wikipédia-szócikk fordításán alapul.  Az eredeti cikk szerkesztőit annak laptörténete sorolja fel. Ez a jelzés csupán a megfogalmazás eredetét és a szerzői jogokat jelzi, nem szolgál a cikkben szereplő információk forrásmegjelöléseként.